# LAW 80
LAW 80 (англ. Light Anti-armour Weapon 80 — легка протитанкова зброя) — реактивна граната розробки та виробництва британської компанії Хантінг. Призначений для боротьби з броньованою і не броньованою технікою противника, знищення укріплень піхоти.

## Історія
Після того, як в 1971 році в Британські збройні сили були поставлені американські гранатомети LAW 72 A1 і шведські Carl Gustaf М2, в англійських військових з'явилася своя думка щодо того, яким повинен бути гранатомет для боротьби з сучасними танками. Основними критеріями є легка вага і максимальна простота в обслуговуванні. За розробку такого гранатомета береться фірма Hunting Engineering Ltd. з міста Амптхілл, графство Бедфордшир. У жовтні 1977 року була почата розробка, з 1980 по 1981 року проходили полігонні випробування, в 1982 військові. В 1983 році LAW 80 був прийнятий на озброєння армії Її Величності.
Гранатомет одноразового застосування, реактивна граната розташована в склопластиковому корпусі. Пусковий контейнер закритий з двох сторін гумовими кришками. При знятті цих кришок висувається друга частина контейнера, яка телескопічно складена в першій і збільшує довжину пускового контейнера ще на 500 мм (аналогічно радянському РПГ-18 «Муха»). На корпусі знаходиться також невеликий пристрій, що складається з магазина на 5 трасуючих патронів, ударно-спускового механізму та ствола. Стрілець спочатку відстрілює трасуючий патрон, потім по ньому вводить коригування в прицілювання (як на Panzerfaust Lanze 44 2 A1). Після цього стрілець відстрілює вже саму гранату.

## Оператори
- Йорданія[1]
- Велика Британія: взято на озброєння на початку 1990-их, замість протитанкових безвідкатної гармати L14A1 84 mm Carl Gustav та M72 Light Anti-Tank Weapon (з ракетою 66 мм HEAT L1A1).[2]